# 盧克·馬歇爾
盧克·馬歇爾（英語：Luke Marshall；1991年3月3日—）是一位愛爾蘭橄欖球運動員。他是愛爾蘭國家橄欖球隊的一員，代表愛爾蘭參加了2014年橄欖球六國杯的賽事。